# Alba de Cerrato
Alba de Cerrato is een gemeente in de Spaanse provincie Palencia in de regio Castilië en León met een oppervlakte van 35,21 km². Alba de Cerrato telt 83 inwoners (1 januari 2016).

## Demografische ontwikkeling
Bron: INE, 1857-2011: volkstellingen